# Solanum linearifolium
Solanum linearifolium är en potatisväxtart som beskrevs av Geras. och Symon. Solanum linearifolium ingår i släktet skattor som ingår i familjen potatisväxter. Inga underarter finns listade i Catalogue of Life.